# Agostino Pavan
Agostino Pavan (Venezia, 18 settembre 1921 – Treviso, 14 febbraio 2012) è stato un politico e sindacalista italiano.

## Biografia
Agostino Pavan nacque a Venezia il 18 settembre 1921. Si trasferì ben presto con la famiglia nel trevigiano in quanto il padre era direttore didattico. Conseguì la maturità classica e si impegnò nell'Azione Cattolica divenendo delegato diocesano juniores. Partecipò alla Resistenza fondando e dirigendo la brigata "Tito Speri". Durante e dopo il periodo di clandestinità ricoprì l'incarico di delegato giovanile della Democrazia Cristiana.
Nella primavera del 1946 l'onorevole Domenico Sartor lo designò vice segretario provinciale della Democrazia Cristiana. Poco dopo aver conseguito la laurea in lettere moderne, nel maggio del 1948, divenne il rappresentante della corrente sindacale cristiana presso la Camera del Lavoro di Treviso e in tale veste fu tra i protagonisti della scissione sindacale del luglio successivo e della costituzione prima della Libera CGIL e poi della CISL provinciale. Di quest'ultima organizzazione ricoprì la responsabilità di segretario generale provinciale dal 1952 al 1964
Fu Deputato della Repubblica Italiana dal 1953 al 1963. Nella II legislatura fu componente della V commissione "difesa" dal 1º luglio 1953 all'11 febbraio 1954, della XI commissione "lavoro e previdenza sociale" dal 12 dicembre 1953 al 30 giugno 1954 e della IX commissione "agricoltura e alimentazione" dal 1º luglio 1954 all'11 giugno 1958. Nella legislatura successiva fu componente della XI commissione "agricoltura e foreste" dal 12 giugno 1958 al 15 maggio 1963 e segretario della stessa dal 30 luglio 1958 al 15 maggio 1963. Fu sindaco di Valdobbiadene dal 1956 al 1961. Dal 1965 al 1972, dopo essere stato commissario dell'Usp di Trieste, ricoprì l'incarico di segretario regionale della CISL.
Morì a Treviso il 14 febbraio 2012 all'età di 90 anni. Le esequie si tennero sabato 18 febbraio alle ore 10 nella chiesa di Sant'Agnese a Treviso. È sepolto nel cimitero comunale di Possagno.